# John T. Bowen

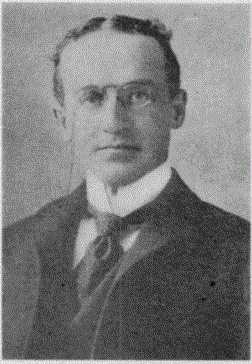
John T. Bowen

John Templeton Bowen (* 8. Juli 1857 in Boston, USA; † 30. Dezember 1940 ebenda) war Professor für Dermatologie und lehrte am Massachusetts General Hospital. Er galt als guter Kliniker mit besonderem Interesse für Histopathologie, war aber ein eher zurückgezogener Mensch, der nur selten publizierte. Nach ihm sind eine Präkanzerose des spinozellulären Karzinoms der Haut (Morbus Bowen) und die Bowenoide Papulose benannt.

## Leben
John Templeton Bowen wurde als Sohn von James Bowen und seiner Ehefrau Eliza Matilda (Alline) Bowen in eine angesehene Bostoner Familie geboren. Er besuchte die Boston Latin School und graduierte 1879 an der Harvard University. Nachdem er 1883 sechs Monate als Assistenzarzt am Massachusetts General Hospital gearbeitet hatte, promovierte er 1884 an der Harvard Medical School zum Doktor der Medizin (M.D.). Danach absolvierte er eine postgraduale Ausbildung in Dermatologie; zunächst setzte er seine Studien ab Sommer 1884 in Berlin und München fort, ab Anfang 1885 studierte er in Wien, wo er bis September 1887 blieb.
Nach seiner Rückkehr in die Vereinigten Staaten im Jahr 1889 begann Bowen seine Laufbahn am Massachusetts General Hospital. Zunächst war er Assistenzarzt für Dermatologie in der ambulanten Abteilung, danach von 1895 bis 1911 Facharzt für Dermatologie. Zugleich hatte er von 1896 bis 1902 eine Dozentur für Dermatologie an der Harvard Medical School inne; im Anschluss wurde er Assistenzprofessor und Präsident der American Dermatologic Association. 1907 wurde er auf die erste Edward-Wigglesworth-Professur für Dermatologie berufen, bereits 1912 erfolgte seine Emeritierung. Von 1911 bis 1913 war Bowen Leiter der dermatologischen Abteilung des Massachusetts General Hospital. 1913 wurde er Mitglied dessen Board of Consultation, dem er bis 1929 angehörte. Anschließend wurde er zum Honorary Physician ernannt.

## Schriften (Auswahl)
- The Epitrichial Layer of the Human Epidermis. In: Anatomischer Anzeiger. Band 4, 1889, S. 411–450.
- Precancerous dermatoses [Bowen’s Disease]: a Study of Two Cases of Chronic Atypical Epithelial Proliferation. In: Journal of cutaneous Diseases. Band 30, 1912, S. 241–255.